# Vornicenii Mici, Suceava
Vornicenii Mici (în maghiară Józseffalva, anterior Tolva Mică) este un sat în comuna Moara din județul Suceava, Bucovina, România.
 Acest articol despre o localitate din județul Suceava este deocamdată un ciot. Puteți ajuta Wikipedia prin completarea lui.